# Svenska kyrkans stiftsgårdar
Svenska kyrkans stiftsgårdar avser Svenska kyrkans kursgårdar ägda av Svenska kyrkans stift. Det finns 17 sådana stiftsgårdar i Sverige.
En stiftsgård  är en kyrklig institution etablerad som en mötesplats med logimöjlighet för främjande av frivilligt kyrkligt arbete inom stiftet som regionalt kyrkligt område.
Stiftsgårdarna används både av Svenska Kyrkan vid olika arrangemang, som egna konferenser, personalutbildning, konfirmand- och ungdomsläger och annat, samt för externa arrangemang. De olika gårdarna har lite olika inriktning och erbjuder olika former av rekreation för sina gäster. De finns i hela landet och är alla samlade i en paraplyorganisation som heter Svenska Kyrkan Stifts- och Konferensgårdar, med egen webbplats.
Ordet stiftsgård används som samlingsnamn för gårdar med sinsemellan olika historia, ursprung och benämning. Med avseende på invigningsdatum är Åh stiftsgård i Göteborgs stift den första stiftsgården i Svenska kyrkan, som upprättades 1937. 1953 hade alla Svenska kyrkans stift åtminstone en stiftsgård. 
I Finlands återfinns Lärkkulla stiftsgård i Borgå stift. Stockholms katolska stift har stiftsgården Marielund på Ekerö.

## Stiftsgårdar
- Breidagård, Uppsala stift
- Flämslätt, Skara stift
- Lilleskog, Skara stift
- Rättvik, Västerås stift
- Skellefteå, Luleå stift
- Stjärnholm, Strängnäs stift
- Tallnäs, Växjö stift
- Undersvik, Uppsala stift
- Vårdnäs, Linköpings stift
- Åh, Göteborgs stift
- Åkersberg, Lunds stift

## Lägergårdar etc
- Kursgården Finnåker, Västerås stift
- Kursgården Solliden, Strängnäs stift
- Lägergården Munkviken, Luleå stift
- Gransnäs ungdomsgård, Linköpings stift
- Stiftsgården Södra Hoka, Lunds stift